# Шенандоа (Вирџинија)
Шенандоа (енгл. Shenandoah) град је у америчкој савезној држави Вирџинија. По попису становништва из 2010. у њему је живело 2.373 становника.

## Демографија
Према попису становништва из 2010. у граду је живело 2.373 становника, што је 495 (26,4%) становника више него 2000. године.
| Група             | 2000.         | 2010.         |
| Белци             | 1.808 (96,3%) | 2.264 (95,4%) |
| Афроамериканци    | 24 (1,3%)     | 34 (1,4%)     |
| Азијати           | 2 (0,1%)      | 7 (0,3%)      |
| Хиспаноамериканци | 29 (1,5%)     | 43 (1,8%)     |
| Укупно            | 1.878         | 2.373         |